# Время спутниковых навигационных систем
Спутниковые навигационные системы GPS (США) и ГЛОНАСС (Россия) функционируют в собственном системном времени. Все процессы измерений фиксируются в этой шкале времени. Необходимо, чтобы шкалы времени используемых спутников были согласованы между собой. Это достигается независимой привязкой каждой из шкал спутников к системному времени.
Системная шкала времени есть шкала атомного времени. Она задаётся сектором управления и контроля, где поддерживается с точностью более высокой, чем бортовые шкалы спутников.
Системное время GPS (TGPS) — это Всемирное координированное время (UTC), отнесённое к началу 1980 года. Поправки TGPS к UTC регистрируются с высокой точностью и передаются в виде постоянной величины в навигационном сообщении, а также публикуются в специальных бюллетенях.
Системное время ГЛОНАСС также периодически подстраивается под Всемирное координированное время.
В бортовую шкалу времени каждого из спутников вводится пересчётный коэффициент, зависящий от высоты орбиты и учитывающий два релятивистских эффекта: движение спутника относительно наземных часов (эффект релятивистского замедления времени) и разность гравитационных потенциалов на орбите и на поверхности Земли (эффект гравитационного красного смещения). Так, для системы ГЛОНАСС он равен 1 − 4,36⋅10−10 (релятивистская поправка -4,36⋅10−10, то есть 37,7 мкс в сутки), для GPS поправка равна -4,46⋅10−10 (знак минус означает, что на спутнике время течёт быстрее, чем на поверхности Земли, поэтому разработчиками спутников бортовой генератор опорных частот конструктивно замедляется на указанную величину, чтобы привести скорость хода часов на спутнике в соответствие со скоростью хода часов на Земле в шкале TAI).